# Technisch Instituut Sint-Maria
Het Technisch Instituut Sint-Maria was tot 1995 een instelling voor secundair onderwijs en hoger beroepsonderwijs in Antwerpen. Vandaag maakt de school deel uit van de Karel de Grote Hogeschool.

## Gebouw
De school was gevestigd in het gebouw dat aanvankelijk bekend stond als het Sint-Mariagesticht, gelegen in de Sint-Willibrordusstraat 39 te Antwerpen. Het is een neotraditioneel schoolgebouw met neogotische kapel, gebouwd in opdracht van de Zusters Annonciaden. Architect Albert Arnou ontwierp in 1904 de linker-, Joseph Goeyvaerts in 1913 de rechtervleugel.